# جیمی کیم
جیمی کیم (انگلیسی: Jimmy Kim؛ زادهٔ ۱۹۶۷ (۵۸ سال)) تکواندوکار اهل ایالات متحده آمریکا بود.
وی در مسابقات کشوری و بین‌المللی در مجموع برندهٔ ۵ مدال طلا، ۱ مدال نقره شده‌است.